# Eunica violascens
Eunica violascens är en fjärilsart som beskrevs av Felix Bryk 1953. Eunica violascens ingår i släktet Eunica och familjen praktfjärilar. Inga underarter finns listade i Catalogue of Life.